# 紫荆木
紫荆木（学名：Madhuca pasquieri）为山榄科紫荆木属下的一个种，分佈於中國大陸和越南。